# Schlachtgeschwader 1
Schlachtgeschwader 1 (dobesedno slovensko: Bojni polk 1; kratica SG 1 oz. SchlG 1) je bil jurišni letalski polk (Geschwader) v sestavi nemške Luftwaffe med drugo svetovno vojno.

## Zgodovina
Polk je bil ustanovljen 13. januarja 1942, pri čemer je imel dve skupini (vsaka pa 4 eskadrilje). 17. decembra 1942 so iz polka izločili letala Me 109 in polk na novo opremili z letali Fw 190; 4. in 8. eskadrilja pa sta obdržali letala Hs 129. 18. oktobra 1943 so polk razpustili, pri čemer so I. skupino premestili v Schlachtgeschwader 77 (kot II. skupino) in II. skupino v Schlachtgeschwader 2 (kot II. skupino).
Še isti dan pa so polk ponovno ustanovili, pri čemer so preimenovali dotedanji Stuka-Geschwader 1. Polk je bil sprva opremljen z letali Ju 87, nato pa so leta 1944 dobili letala Fw 190.

## Organizacija
1942 - 1943
- štab
- I. skupina
- II. skupina

1943 - 1945
- štab
- I. skupina
- II. skupina
- III. skupina

## Vodstvo polka
Poveljniki polka (Geschwaderkommodore)1942 - 1943
- Nadporočnik Otto Weiss: januar 1942
- Nadporočnik Hubertus Hitschhold: 18. junij 1942
- Nadporočnik Alfred Druschel: junij 1943

Poveljniki polka (Geschwaderkommodore)1943 - 1945
- Nadporočnik Gustav Pressler: 18. oktober 1943 - 1. maj 1944
- Major Peter Gasmann: 1. maj 1944 - 8. maj 1945